# Pinehearst Company

Biglietto da visita della Pinehearst Company.

La Pinehearst Company è un'organizzazione criminale fittizia della serie televisiva Heroes.
La Pinehearst si presenta come un'azienda di biotecnologia che ha lo scopo di produrre prodotti di qualità superiore e proporre metodi innovativi nel campo della medicina, della scienza e della tecnologia. Tuttavia questa è solo l'attività di copertura. La Pinehearst in realtà si occupa di studiare i soggetti avanzati con lo scopo di trovare una formula in grado di dotare di abilità speciali anche le persone normali.

## Storia
La Pinehearst Company viene fondata durante la terza stagione da Arthur Petrelli. Il suo obiettivo è quello di creare una formula in grado di cambiare il mondo, dotando di poteri anche le persone normali. In un episodio Peter Petrelli si teletrasporta nel futuro e vede un mondo in cui tutti hanno delle speciali abilità che vengono usate continuamente nella vita di tutti i giorni.
Una formula del genere, in grado di dotare di poteri anche le persone normali in realtà era già allo studio da parte della vecchia Compagnia e in parte era già stata creata per poi essere divisa e nascosta da Kaito Nakamura. La Pinehearst tra i suoi membri annovera anche membri della vecchia Compagnia. Oltre allo stesso Arthur Petrelli, che la dirige, fa parte della società anche Maury Parkman.
Nel corso del terzo volume, all'interno della terza stagione, la Pinehearst riesce nel suo intento di creare la formula, grazie agli studi di Mohinder Suresh. Il primo ad usufruire della formula è lo stesso Mohinder, che acquisisce così una superforza. Arthur Petrelli aveva già preparato un gruppo di persone con cui iniziare a testarla, perlopiù ex militari. Ma proprio quando i test stanno per iniziare con la somministrazione ad un primo soggetto, la società subisce l'assalto di Peter Petrelli, accompagnato da altri soggetti avanzati in cerca di vendetta, che distruggono sia la formula preparata che la società stessa. Arthur Petrelli finisce ucciso per mano di Sylar che si vendica dopo che gli era stato fatto credere di essere il figlio di Arthur, allo scopo di poterlo sfruttare.
Oltre a Mohinder, anche Ando Masahashi usufruisce della formula, cercando di ottenere un potere per salvare Hiro, rimasto bloccato nel passato. Ando ottiene tuttavia solo il potere di ricaricatore per i poteri degli altri "heroes".

## Membri
Manipolati da Arthur Petrelli diventano membri della Pinehearst Company molti soggetti avanzati, tra cui Maury Parkman, già membro della vecchia Compagnia, Elle Bishop, Sylar, che inizialmente credeva che Arthur Petrelli fosse il suo vero padre, Nathan Petrelli, che decidendo di appoggiare il padre entra in contrasto con il fratello, Tracy Strauss e alcuni fuggitivi del Livello 5, la prigione della vecchia Compagnia, quali Flint Gordon e Knox.